# Großstadtschmetterling
Pour plus de détails, voir Fiche technique et Distribution.
Großstadtschmetterling est un film germano-britannique réalisé par Richard Eichberg, sorti en 1929.

## Synopsis
Dans le Paris bohème, Coco, un clown brutal et impitoyable, aime et poursuit la belle danseuse d'origine chinoise Mah. Lorsqu'il tue un acrobate, il jette des soupçons sur Mah, qui trouve refuge chez le peintre russe Kuzmin. Ce dernier vit dans un atelier dans un grenier et en fait son modèle. Lorsqu'elle doit encaisser un chèque pour Kusmin à la banque, Coco la suit et lorsqu'elle refuse de l'accompagner, il lui prend l'argent. Il l'a menace de tuer l'artiste, s'il elle en parle à quelqu'un. Kuzmin la prend alors pour une voleuse et la rejette. Après de nombreux autres enchevêtrements Mah parvient finalement à démasquer Coco, à récupérer l'argent et retrouve Kusmin avec l'aide du Baron Neuve sur les faits réels. 

## Fiche technique
- Titre : Großstadtschmetterling
- Réalisation : Richard Eichberg
- Scénario : Adolf Lantz et Hans Kyser
- Photographie : Otto Baecker (en) et Heinrich Gärtner (en)
- Pays de production : République de Weimar - Royaume-Uni
- Format : Noir et blanc - 1,33:1
- Genre : drame
- Date de sortie : 1929

## Distribution
- Anna May Wong : Hai-Tang
- Alexander Granach : Coco
- Nien Soen Ling : Mr Wu
- Elwood Fleet Bostwick : Mr Working
- Tilla Garden : Ellis Working
- Gaston Jacquet : Baron de Neuve
- Fred Louis Lerch : Fedja Kusmin
- S. Z. Sakall : Paul Bennet
- John Höxter